# Ebba Lindberg
Rut Ebba Dagmar Lindberg, ogift Abrahamson, född 12 juni 1918 i Falköpings stadsförsamling i dåvarande Skaraborgs län, död 22 april 2006 i Hägerstens församling i Stockholm, var en svensk lärare, språkvetare och författare.
Ebba Lindberg var dotter till skräddarmästaren Filip Abrahamson och Augusta Svärd. I unga år blev hon efter akademiska studier filosofie magister. Från 1953 var hon adjunkt i modersmålet och engelska vid Högre allmänna läroverket i Brännkyrka, Stockholm. 1973 blev hon filosofie doktor då hon vid Stockholms universitet disputerade på avhandlingen Studentsvenska – studier i stockholmsabiturienters examensuppsatser 1864–1965. Hon gav sedan ut en rad publikationer med språklig anknytning.
Ebba Lindberg var gift första gången 1943–1948 med sportjournalisten Ragnar Edvardson (1917–2014) och fick dottern Gudrun (född 1945). Andra gången gifte hon sig 1956 med rektor Gustav Lindberg (1896–1976) och fick en son: poeten Per Lindberg (född 1957).